# Thurbo
Thurbo (scritto anche THURBO) è un'azienda ferroviaria che offre servizi di tipo S-Bahn in Svizzera (cantoni di Argovia, Grigioni, Sciaffusa, San Gallo, Turgovia, Zurigo), in Germania meridionale (stati di Baden-Württemberg, Baviera) e in Austria (Vorarlberg nord-orientale), di proprietà congiunta delle Ferrovie Federali Svizzere (90%) e del cantone di Turgovia.
Gestisce il trasporto regionale su una rete di 658 km appartenente alle Ferrovie Federali Svizzere (FFS), ad eccezione della tratta Wil-Weinfelden-Costanza, mantenuta solo da quest'ultima e ad eccezione delle tratte in Austria e Germania. Al 2022, l'azienda possedeva 110 elettrotreni e trasportava 25,8 milioni di passeggeri all'anno.
L'acronimo Thurbo (pronunciato come Tour-bo in tedesco) deriva dal fiume Thur (o dal cantone di Turgovia) e dalle prime due lettere di Bodensee (nome tedesco del lago di Costanza), probabilmente sulla base del turbo omofono. 

## Storia
Nell'autunno 2000 FFS e Mittelthurgaubahn AG (MThB, concessionaria della ferrovia Wil-Kreuzlingen) siglarono un accordo di collaborazione nel campo dei trasporti regionali, che portò alla costituzione, il 20 settembre 2001, della società Thurbo AG, con sede a Kreuzlingen. Nel 2002 la MThB entrò in gravissime difficoltà finanziarie, con un buco nei conti di 30 milioni di franchi, tanto da portare alla decisione da parte dei soci di liquidare la società. Le attività di MThB, tra cui la linea Wil-Kreuzlingen e parte dei rotabili passarono a Thurbo, i cui primi convogli partirono poco dopo la mezzanotte del 15 dicembre 2002.
Dal 1º giugno 2019 (con effetto retroattivo al 1º gennaio) l'infrastruttura della Wil-Kreuzlingen è passata da Thurbo alle FFS, che gestivano sin dal 2003 per conto di Thurbo l'infrastruttura.

## Linee
Thurbo opera:
- le linee S1 (Wil SG - San Gallo - Romanshorn - Kreuzlingen - Stein am Rhein - Diessenhofen - Sciaffusa), S2 (Nesslau-Neu St. Johann - Ebnat-Kappel - Lichtensteig - San Gallo - Rorschach - Sankt Margrethen - Altstätten SG), S5 (Weinfelden - Sulgen - Hauptwil - Gossau SG - San Gallo - Sankt Margrethen), S7 (Weinfelden - Romanshorn - Arbon - Rorschach (- Bregenz - Lindau-Reutin), S9 (Wil SG - Bütschwil - Wattwil), S10 (Wil SG - Weinfelden - Amriswil - Romanshorn), S12 (Sargans - Bad Ragaz - Landquart - Coira), S14 (Weinfelden - Kreuzlingen - Costanza), S44 (versione "espresso" della S14), S81 (Herisau - San Gallo), S82 (San Gallo - Wittenbach) della rete celere di San Gallo (fino al 2021 operava anche la linea S3 San Gallo - Sankt Margrethen, poi unita con la linea S5, e la linea S8 Sciaffusa - Romanshorn - San Gallo, poi unita con la linea S1);
- le linee S26 (Winterthur - Rüti ZH), S29 (Winterthur - Stein am Rhein), S35 (Winterthur - Wil SG, operata da FFS alle ore di punta dal 2022[10]), S36 (Waldshut -  Bülach), S41 (Winterthur -  Bülach) della rete celere di Zurigo (fino al 2015 operava anche la linea S22 Singen (Hohentwiel) - Bülach, poi integrata nelle linee S9 e S24; fino al 2018 operava anche la linea S30 Winterthur - Weinfelden ( - Rorschach) e la linea S33 Winterthur - Sciaffusa, ora entrambe operate da FFS);
- le linee S62 (Singen (Hohentwiel) - Sciaffusa), S64 (Erzingen (Baden) - Sciaffusa), S65 (Jestetten - Sciaffusa) della rete celere di Sciaffusa;
- RegioExpress RE1 Costanza - Herisau via San Gallo;
- Ex Mittelthurgaubahn Wil - Kreuzlingen ( - Costanza).

## Materiale rotabile
All'interno della flotta di Thurbo vi sono:
- 51 elettrotreni Stadler GTW 2/6 (denominati RABe 526 701 - 751 e 680 - 689);[11]
- 51 Stadler GTW 2/8 (denominati RABe 526 752 - 790 e 781 - 790, in passato denominati 709 - 718).[11][12]

### Materiale motore - prospetto di sintesi
| Tipo                   | Unità             | Anno di costruzione | Costruttore             | Note |
| ---------------------- | ----------------- | ------------------- | ----------------------- | --- |
| Locomotiva a vapore    | Ec 3/5 3          | 1912                | SLM                     | ex MThB, ceduta nel 2003 all'associazione Historische Verein MThB                                                                                          |
| Locomotiva elettrica   | Re 416 628        | 1950                | SLM-BBC-MFO-SAAS        | ex MThB, ceduta nel 2006 |
| Elettrotreni           | RABe 520 000, 016 | 2002-03             | Stadler                 | ex FFS ("Seetaler") |
| Elettrotreni           | RABe 526 260÷265  | 2003                | Stadler-ABB             | ex FFS ("Arc jurassien"), costruiti originariamente per la RM                                                                                              |
| Elettrotreni           | RABe 526 280÷286  | 2004                | Stadler-ABB             | ex FFS ("Arc jurassien"), costruiti originariamente per la RM                                                                                              |
| Elettrotreni           | RABe 526 680÷689  | 1998-99             | Stadler-SIG-Adtranz     | radiati; 683 ceduto all'associazione MThB-NPZ |
| Elettrotreni           | RABe 526 701÷708  | 2003-04             | Stadler                 | |
| Elettrotreni           | RABe 526 719÷751  | 2004-05             | Stadler                 | |
| Elettrotreni           | RABe 526 752÷805  | 2004-13             | Stadler                 | 781÷790 ex RABe 526 709÷718 (tipo GTW 2/6), allungate nel 2008                                                                                             |
| Automotrici elettriche | ABDe 536 611÷615  | 1965                | SIG-SWS-SAAS-MFO-BBC    | ex MThB, 613 ceduta nel 2005 a TPF, 611 ceduta a a TPF nel 2006, 612 ceduta nel 2006 all'associazione Historische Verein MThB, 614 e 615 demolite nel 2006 |
| Automotrice elettrica  | ABDe 536 616      | 1966                | SIG-SWS-SAAS-MFO-BBC    | ex MThB, ceduta nel 2004 a Travys |
| Automotrici elettriche | RBDe 566 631÷634  | 1994                | Schindler-SIG-ABB       | ex MThB, cedute alle FFS nel 2006 |
| Autotreni Diesel       | Bm 596 691÷693    | 1996-97             | Stadler-SLM-MTU-Adtranz | cedute nel 2005 |